# Abernathyit
Abernathyit ist ein selten vorkommendes Mineral aus der Mineralklasse der „Phosphate, Arsenate und Vanadate“ mit der chemischen Zusammensetzung K2[UO2|AsO4]·6H2O und damit chemisch gesehen ein wasserhaltiges Kalium-Uranyl-Arsenat.
Abernathyit kristallisiert im tetragonalen Kristallsystem und entwickelt meist durchsichtige, dicktafelige Kristalle bis etwa drei Millimeter Größe von gelber Farbe und hellgelber Strichfarbe.

## Etymologie und Geschichte
Erstmals entdeckt wurde Abernathyit 1953 in der „Fuemrol No. 2 Mine“ (Fuemrole Mine) am Temple Mountain bei San Rafael im Emery County im US-Bundesstaat Utah. Beschrieben wurde das Mineral 1956 von M. E. Thompson, Blanche Ingram und E. B. Gross, die es nach dem Minenbesitzer Jess Abernathy benannten, der auch die ersten Stücke des neuen Minerals fand.
Das Typmaterial des Minerals wird im National Museum of Natural History in Washington, D.C. (USA) unter der Katalog-Nr. 112650 aufbewahrt.

## Klassifikation
In der mittlerweile veralteten 8. Auflage der Mineralsystematik nach Strunz gehörte der Abernathyit zur Mineralklasse der „Phosphate, Arsenate und Vanadate“ und dort zur Abteilung „Wasserhaltige Phosphate, Arsenate und Vanadate mit fremden Anionen“, wo er zusammen mit Meta-Ankoleit, Meta-Autunit, Metabassetit (diskreditiert, da identisch mit Bassetit), Metaheinrichit, Metakahlerit, Metakirchheimerit, Metanatroautunit, Metanatrouranospinit, Metanováčekit, Metatorbernit, Metauranocircit, Metauranospinit, Metazeunerit, Sincosit und Trögerit die „Meta-Uranit-Reihe“ mit der System-Nr. VII/D.20b bildete.
Im zuletzt 2018 überarbeiteten und aktualisierten Lapis-Mineralienverzeichnis nach Stefan Weiß, das sich aus Rücksicht auf private Sammler und institutionelle Sammlungen noch nach dieser klassischen Systematik von Karl Hugo Strunz richtet, erhielt das Mineral die System- und Mineral-Nr. VII/E.02-150. In der „Lapis-Systematik“ entspricht dies der Abteilung „Uranyl-Phosphate/Arsenate und Uranyl-Vanadate mit [UO2]2+-[PO4]/[AsO4]3− und [UO2]2+-[V2O8]6−, mit isotypen Vanadaten (Sincosit-R.)“, wo Abernathyit zusammen mit Bassetit, Chernikovit, Lehnerit, Meta-Ankoleit, Meta-Autunit, Metaheinrichit, Metakahlerit, Metakirchheimerit, Metanatroautunit, Metasaléeit, Metalodèvit, Metanováčekit, Metarauchit, Metatorbernit, Metauranospinit, Metauranocircit, Metazeunerit, Natrouranospinit, Pseudo-Autunit, Ulrichit, Uramarsit und Uramphit die „Meta-Autunit-Gruppe“ bildet.
Die seit 2001 gültige und von der International Mineralogical Association (IMA) bis 2009 aktualisierte 9. Auflage der Strunz’schen Mineralsystematik ordnet den Abernathyit ebenfalls in die Klasse der „Phosphate, Arsenate und Vanadate“ und dort in die Abteilung der „Uranylphosphate und Arsenate“ ein. Diese Abteilung ist allerdings weiter unterteilt nach dem Verhältnis von Uranoxidkomplex (UO2) zum Phosphat-, Arsenat- bzw. Vanadatkomplex (RO4), so dass das Mineral entsprechend seiner Zusammensetzung in der Unterabteilung „UO2 : RO4 = 1 : 1“ zu finden ist, wo es zusammen mit Chernikovit, Meta-Ankoleit, Natrouranospinit, Trögerit und Uramphit die unbenannte Gruppe 8.EB.15 bildet.
Auch die vorwiegend im englischen Sprachraum gebräuchliche Systematik der Minerale nach Dana ordnet den Abernathyit in die Klasse der „Phosphate, Arsenate und Vanadate“ und dort in die Abteilung der „Wasserhaltigen Phosphate etc.“ ein. Hier ist er als einziges Mitglied in der unbenannten Gruppe 40.02a.09 innerhalb der Unterabteilung „Wasserhaltige Phosphate etc., mit A2+(B2+)2(XO4) × x(H2O), mit (UO2)2+“ zu finden.

## Kristallstruktur
Abernathyit kristallisiert tetragonal in der Raumgruppe P4/ncc (Raumgruppen-Nr. 130) mit den Gitterparametern a = 7,18 Å und c = 18,13 Å sowie zwei Formeleinheiten pro Elementarzelle.

## Eigenschaften
Das Mineral ist durch seinen Urangehalt von bis zu 45,8 % als sehr stark radioaktiv eingestuft und weist eine spezifische Aktivität von etwa 81,9 kBq/g auf (zum Vergleich: natürliches Kalium 31,2 Bq/g).
Unter UV-Licht zeigt Abernathyit eine gelblichgrüne Fluoreszenz, ähnlich der von neonfarbenen Textmarkern.

## Bildung und Fundorte
Abernathyit bildet sich als seltenes Sekundärmineral in ausgebleichtem, bituminösem Sandstein. Begleitminerale sind unter anderem Skorodit, Heinrichit und Zeunerit.
Bisher (Stand: 2011) konnte das Mineral nur an wenigen Fundorten nachgewiesen werden (Anzahl registrierter Fundorte bei mindat.org rund 20). Neben seiner Typlokalität „Fuemrol No. 2 Mine“ in Utah trat Abernathyit bisher noch bei Tuba City in Arizona, in der „West Mine“ im Saguache County und Elk Park im San Juan County in Colorado, in der „Deer Strike and Elk Mine“ im Custer County in Idaho, in der „White King Mine“ bei Lakeview im Lake County in Oregon und an mehreren Orten im Harding County in South Dakota.
In Deutschland fand sich Abernathyit unter anderem in der „Grube Sophia“ bei Wittichen und der „Grube Segen Gottes“ bei Haslach-Schnellingen im Schwarzwald in Baden-Württemberg, bei Dörrmorsbach und an der Hartkoppe im Spessart in Bayern sowie in der „Grube Vater Abraham“ bei Lauta im Bauer Morgengang im sächsischen Erzgebirge.
Des Weiteren sind noch die Fundorte Riviéral bei Lodève in der französischen Region Languedoc-Roussillon, Kopaniec in der niederschlesischen Gemeinde Stara Kamienica in Polen und Beaufort West in Südafrika bekannt.

## Vorsichtsmaßnahmen
Aufgrund der Toxizität und der Radioaktivität des Minerals sollten Mineralproben vom Abernathyit nur in staub- und strahlungsdichten Behältern, vor allem aber niemals in Wohn-, Schlaf- und Arbeitsräumen aufbewahrt werden. Ebenso sollte eine Aufnahme in den Körper (Inkorporation, Ingestion) auf jeden Fall verhindert und zur Sicherheit direkter Körperkontakt vermieden sowie beim Umgang mit dem Mineral Atemschutzmaske und Handschuhe getragen werden.